# SATOYAMA movement
SATOYAMA movement（サトヤマムーブメント）は、日本の都会の若い世代へ「里山」の文化を紹介し、里山の過疎化を防ぎ維持・再生を図る活動で、アップフロントグループにより実施されているプロジェクトである。ここではSATOUMI movement（サトウミムーブメント）およびSATOYAMA SATOUMI movement（サトヤマサトウミムーブメント）についても合わせて記載する。

## イベント

### 2013年
- Forest For Rest 〜SATOYAMAへ行こう〜 SATOYAMA movement in YOKOHAMA（3月2日・3日、パシフィコ横浜）[3]
- Forest For Rest 〜里山・里海へ行こう〜 SATOYAMA & SATOUMI with 勇気の翼（11月22日 - 24日、モラージュ菖蒲）[4]

### 2014年
- Forest For Rest 〜SATOYAMA & SATOUMIへ行こう 2014〜（3月29日・30日、パシフィコ横浜）[5]
- Forest For Rest 〜里山・里海へ行こう〜 SATOYAMA & SATOUMI with 勇気の翼 2014 収穫祭（11月22日 - 24日、ららぽーとTOKYO-BAY）[6]

### 2015年
- 遊ぶ。暮らす。育てる。SATOYAMA & SATOUMIへ行こう 2015（3月28日・29日、パシフィコ横浜）[7]
- 遊ぶ。暮らす。育てる。SATOYAMA & SATOUMIへ行こう 2015 with 勇気の翼 秋フェス（11月21日 - 23日、モラージュ菖蒲）[8]

### 2016年
- 遊ぶ。暮らす。育てる。SATOYAMA＆SATOUMIへ行こう 2016（3月19日・20日、パシフィコ横浜）[9]
- 遊ぶ。ふれあう。体験する。SATOYAMA & SATOUMI 秋キャンプ IN いすみ（10月10日、千葉県いすみ市 岬ふれあい会館・文化センター、岬公民館）[10]
- SATOYAMA & SATOUMI 音楽祭2016 in 三浦 〜うらりマルシェ オープニング記念〜（11月23日、三浦市民ホール）[11]

### 2017年
- 遊ぶ。暮らす。育てる。SATOYAMA＆SATOUMIへ行こう 2017（3月25日・26日、幕張メッセ）[12]
- 遊ぶ。ふれあう。体験する。SATOYAMA & SATOUMI 秋キャンプ in 小田原（10月9日、小田原アリーナ）[13]

### 2018年
- 遊ぶ。暮らす。育てる。SATOYAMA＆SATOUMIへ行こう 2018（3月31日・4月1日、パシフィコ横浜）[14]
- SATOYAMA & SATOUMI with ニャオざねまつり in 熊谷（10月20日・21日、彩の国くまがやドーム）[15]

### 2019年
- 遊ぶ。暮らす。育てる。SATOYAMA＆SATOUMIへ行こう 2019（3月30日・31日、幕張メッセ）
- GTFグリーンチャレンジデー 2019 in 新宿御苑（10月5日・6日、新宿御苑）

### 2020年
- 明治神宮鎮座百年大祭連携事業「神宮の杜芸術祭」【開催延期】（フォレストテラス明治神宮）[注釈 1][16]
- GTFグリーンチャレンジデー2020 オンライン（12月5日・6日）

### 2021年
- GTFグリーンチャレンジデー2021オンライン（11月6日・7日）

### 2022年
- 遊ぶ。暮らす。育てる。SATOYAMA & SATOUMIへ行こう2022（4月2日・3日、幕張メッセ）
- GTFグリーンチャレンジデー2022 in 新宿御苑（11月5日・6日、新宿御苑）

### 2023年
- カーボンニュートラルを考える 2023 by SATOYAMA & SATOUMI movement（4月1日・2日、幕張メッセ）
- GTFグリーンチャレンジデー2023 in 新宿御苑（11月4日・5日、新宿御苑）

### 2024年
- カーボンニュートラルを考える 2024 by SATOYAMA & SATOUMI movement（3月30日・31日、幕張メッセ）
- GTFグリーンチャレンジデー2024 in 新宿御苑（11月2日・3日、新宿御苑）

### 2025年
- カーボンニュートラルを考える 2025 by SATOYAMA & SATOUMI movement（3月29日・30日、幕張メッセ）

## アーティスト
※括弧内の所属グループ名は当時の名称

### SATOYAMA movement
2012年7月20日結成発表。
- ピーベリー

メンバーは和田彩花（スマイレージ）・鞘師里保（モーニング娘。）の2名。
- DIY♡

メンバーは徳永千奈美・夏焼雅（以上Berryz工房）・矢島舞美・中島早貴（以上℃-ute）・飯窪春菜（モーニング娘。）の5名。
2012年10月16日結成発表。
- GREEN FIELDS

メンバーは清水佐紀（Berryz工房）・光井愛佳・宮崎由加（当時Juice=Juice結成以前）の3名。
- ハーベスト

メンバーは生田衣梨奈・石田亜佑美・佐藤優樹（以上モーニング娘。）・竹内朱莉（スマイレージ）の4名。
2013年7月23日結成発表。
- ジュリン

メンバーは佐藤優樹（モーニング娘。）・宮本佳林（Juice=Juice）の2名。

### SATOUMI movement
2013年3月2日結成発表。
- ダイヤレディー

メンバーは菅谷梨沙子（Berryz工房）・鈴木愛理（℃-ute）の2名。
- メロウクアッド

メンバーは徳永千奈美・夏焼雅（以上Berryz工房）・矢島舞美・岡井千聖（以上℃-ute）の4名。
- HI-FIN（読み：ハイファン）

メンバーは中島早貴・萩原舞（以上℃-ute）・福田花音（スマイレージ）・生田衣梨奈・石田亜佑美（以上モーニング娘。）の5名。
当初ユニット名は「Plumeria」と発表されたが、2013年6月に「HI-FIN」へ変更された。

### SATOYAMA SATOUMI movement
2014年3月13日結成発表。
- さとのあかり

メンバーは佐藤優樹（モーニング娘。'14）・勝田里奈（スマイレージ）・植村あかり（Juice=Juice）の3名。
- トリプレット

メンバーは工藤遥（モーニング娘。'14）・岡井千聖（℃-ute）・高木紗友希（Juice=Juice）の3名。
- ODATOMO

メンバーは小田さくら（モーニング娘。'14）・金澤朋子（Juice=Juice）の2名。
2017年3月15日結成発表。
- かみいしなか　かな

メンバーは上國料萌衣（アンジュルム）・石田亜佑美（モーニング娘。'17）・中島早貴（℃-ute）・金澤朋子（Juice=Juice）の4名。

### その他
- 田﨑あさひ
- アルマカミニイト

## 楽曲
| タイトル                                                                                             | 発売日        | 収録曲 | 備考 |
| --- | ------------- | --- | --- |
| キャベツ白書/ フォレストタイム ピーベリー/ ハーベスト                                                | 2012年11月7日 | 1. キャベツ白書 / ピーベリー 2. フォレストタイム / ハーベスト 3. キャベツ白書 (Instrumental) 4. フォレストタイム (Instrumental) | 「ピーベリー盤」と「ハーベスト盤」の2種類発売。 1. 作詞：角田崇徳、作曲：角田崇徳・Wolfgang Amadeus Mozart（PD）、編曲：角田崇徳 2. 作詞・作曲：つんく、編曲：湯浅公一                               |
| フォレフォレ 〜Forest For Rest〜/ Boys be ambitious! DIY♡/ GREEN FIELDS                              | 2012年11月7日 | 1. フォレフォレ 〜Forest For Rest〜 / DIY♡ 2. Boys be ambitious! / GREEN FIELDS 3. フォレフォレ 〜Forest For Rest〜 (Instrumental) 4. Boys be ambitious! (Instrumental) | 「DIY♡盤」と「GREEN FIELDS盤」の2種類発売。 1. 作詞・作曲：MEG.ME、編曲：生田真心 2. 作詞：牧穂エミ、作曲：はたけ、編曲：はたけ                                                                      |
| キャベツ白書〜春編〜 ピーベリー                                                                      | 2013年2月27日 | 1. キャベツ白書〜春編〜 2. 虹のせせらぎ 3. キャベツ白書〜春編〜 (Instrumental) | 「初回生産限定盤A - C」と「通常盤」の4種類発売。 1. 作詞：角田崇徳、高野辰之（PD）、作曲：角田崇徳・岡野貞一（PD）・Wolfgang Amadeus M、編曲：上杉洋史 2. 作詞：三浦徳子、作曲：MEG.ME、編曲：MEG.ME |
| 都会田舎の彼 GREEN FIELDS                                                                            | 2013年4月3日  | 1. 都会田舎の彼 2. 春は来る 3. 都会田舎の彼 (Instrumental) 4. 春は来る (Instrumental) | 1. 作詞：もりちよこ、作曲：YUMA、編曲：YUMA 2. 作詞：前田たかひろ、作曲：安田信二、編曲：安田信二 |
| レディーマーメイド/ エイヤサ！ブラザー/ 海岸清掃男子 ダイヤレディー/ メロウクアッド/ HI-FIN          | 2013年8月7日  | 1. レディーマーメイド / ダイヤレディー 2. エイヤサ！ブラザー / メロウクアッド 3. 海岸清掃男子 / HI-FIN 4. レディーマーメイド (Instrumental) 5. エイヤサ！ブラザー (Instrumental) 6. 海岸清掃男子 (Instrumental) | 1. 作詞：角田崇徳、作曲：中島卓偉、編曲：木之下慶行 2. 作詞：もりちよこ、作曲：多喜紅葉・楠木エミリ、編曲：Buzz Coen 3. 作詞：もりちよこ、作曲：加藤裕介、編曲：加藤裕介                             |
| ほたる祭りの日 ジュリン                                                                              | 2013年9月4日  | 1. ほたる祭りの日 Music Video 2. ほたる祭りの日 木の下 Ver. 3. ほたる祭りの日 カラオケ Ver. 4. ほたる祭りの日 メイキング映像 | DVDシングルとして発売。 作詞・作曲：角田崇徳、編曲：鈴木俊介 |
| 嗚呼、素晴らしき日々よ/ Dream Last Train/ 木立を抜ける風のように さとのあかり/ トリプレット/ ODATOMO | 2014年4月23日 | DISC1（DVD） 1. 嗚呼、素晴らしき日々よ / さとのあかり 2. Dream Last Train / トリプレット 3. 木立を抜ける風のように / ODATOMO DISC2（CD） 1. 嗚呼、素晴らしき日々よ / さとのあかり 2. Dream Last Train / トリプレット 3. 木立を抜ける風のように / ODATOMO 4. 嗚呼、素晴らしき日々よ (Instrumental) 5. Dream Last Train (Instrumental) 6. 木立を抜ける風のように (Instrumental) | CD付きDVDシングルとして発売。 1. 作詞・作曲・編曲：角田崇徳 2. 作詞：アベショー、作曲：大西克巳、編曲：大西克巳 3. 作詞：三浦徳子、作曲：山口寛雄、編曲：陶山隼                                      |
| ふるさとの夢 かみいしなか かな                                                                       | 2018年3月28日 | 1. ふるさとの夢 2. ふるさとの夢 (Instrumental) | TBSテレビ『ふるさとの夢』テーマソング。 2017年3月25日、26日に幕張メッセにおいて会場先行販売。4月28日、配信開始。 作詞・作曲：角田崇徳、編曲：上杉洋史                                                |

## テレビ番組
- ハロー!SATOYAMAライフ（2012年6月7日 - 2013年12月26日、テレビ東京）
- ふるさとの夢（2017年1月23日 - 2020年3月26日、TBSテレビ）
- ふるさとの未来（2020年4月2日 - 、TBSテレビ）

## ラジオ番組
- SATOYAMA in KANAGAWA（2012年10月3日 - 2014年3月26日、ラジオ日本）
- Hello! SATOYAMA&SATOUMI Club（2014年4月7日 - 、ラジオ日本）
- SATOYAMA & SATOUMI movement with ゆうきのつばさ - イベント会場での公開生放送（「ゆうきのつばさ」は事前収録）
  - スタートトゥデイ presents ニッポン放送ホリデースペシャル SATOYAMA & SATOUMI movement with 勇気の翼（2013年11月23日、ニッポン放送）
  - ニッポン放送ホリデースペシャル SATOYAMA & SATOUMI movement with ゆうきのつばさ2014（2014年11月23日、ニッポン放送）
  - ニッポン放送ホリデースペシャル SATOYAMA & SATOUMI movement with ゆうきのつばさ2015 〜私たちが、今 伝えたいこと!〜（2015年11月23日、ニッポン放送）
  - ニッポン放送ホリデースペシャル SATOYAMA & SATOUMI movement with ゆうきのつばさ2016（2016年10月10日、ニッポン放送）
  - ニッポン放送ホリデースペシャル SATOYAMA & SATOUMI movement with ゆうきのつばさ2017（2017年10月9日、ニッポン放送）
  - SATOYAMA & SATOUMI movement with ゆうきのつばさ2018（2018年10月20日、FM NACK5）[24]